# Lady McLeod (schip, 1845)
De Lady McLeod was een raderstoomboot uit 1845, die werd opgeleverd aan John Lamont in Glasgow en verkocht aan David Bryce, master mariner in Port of Spain op Trinidad. Het schip voer onder Engelse vlag. Sir Henry McLeod was gouverneur van Trinidad en het schip was naar zijn vrouw genoemd.
Het schip begon met het vervoeren van post tussen San Fernando en de hoofdstad Port of Spain. David Bryce begon daarvoor in 1847 met het laten drukken van postzegels met een afbeelding van zijn schip.
In 1851 werd het schip verkocht aan James Todd, James Seton Sr & Jr and Richard Dubery te San Fernando en Richard Doherty te North Nassarima.
Volgens de scheepsregistratie werd het gesloopt in 1854, maar andere bronnen geven aan dat het vergaan is bij Vistabella Point bij San Fernando.
Zeker is dat de scheepsbel met de naam erin bewaard is gebleven en in het stadhuis van San Fernando hangt.